# Barbara Cook
Barbara Cook   (Atlanta, 25 d'octubre de 1927 - Manhattan, 8 d'agost de 2017) va ser una actriu i cantant estatunidenca que va guanyar protagonisme a la dècada del 1950 com a protagonista dels musicals originals de Broadway Plain and Fancy (1955), Candide (1956) i  The Music Man (1957), entre d'altres, guanyant el premi Tony pel darrer. Va continuar actuant principalment al teatre fins a mitjans dels anys setanta, quan va començar una segona carrera com a cantant de cabaret i concert. També va fer nombrosos enregistraments.
Durant els seus anys com a principal "ingènua" de Broadway, Cook va ser lloada per la seva excel·lent veu de soprano lírica. Era particularment admirada per la seva agilitat vocal, àmplia gamma, so càlid i interpretacions emotives. A mesura que envellia, la seva veu adquiria una qualitat més fosca, fins i tot en la veu del cap, que era menys destacada en la seva joventut. En el moment de la seva mort, Cook era àmpliament reconeguda com un dels "intèrprets principals" de cançons i estàndards de teatre musical, en particular les cançons del compositor Stephen Sondheim. Les seves subtils i sensibles interpretacions de la cançó popular nord-americana van continuar guanyant grans elogis fins als vuitanta anys. Va ser honrada als Honors del Centre Kennedy del 2011.

## Biografia
Cook va néixer a Atlanta, Geòrgia, filla de Nell (nascuda Harwell) i Charles Bunyan Cook. El seu pare era un viatjant venedor de barrets i la seva mare era operadora de Southern Bell. Els seus pares es van divorciar quan era petita i, després que la seva única germana va morir de tos ferina, Barbara va viure sola amb la seva mare. Més tard, va descriure la seva relació com "tan estreta, massa estreta. Vaig dormir amb la meva mare fins que vaig venir a Nova York. Vaig dormir al mateix llit amb ella. Això és just, està malament. Però per a mi era la norma .... Pel que fa a ella, érem una sola persona". Tot i que Barbara va començar a cantar a una edat primerenca, a l'Elks Club i al seu pare per telèfon, va passar tres anys després de graduar-se de l'escola secundària treballant com a mecanògrafa.

### Carrera inicial

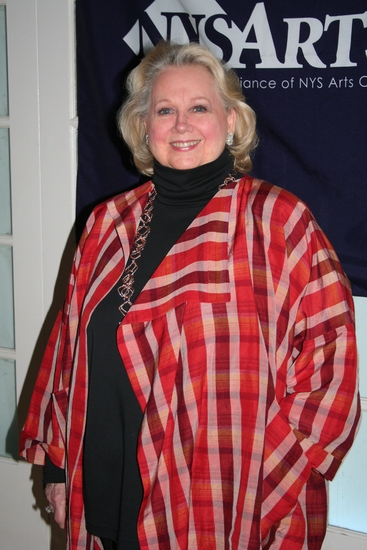
Cook el desembre de 2008

Mentre visitava Manhattan el 1948 amb la seva mare, Cook va decidir quedar-se i intentar trobar feina com a actriu. Va començar a cantar en clubs i complexos turístics, i finalment va aconseguir un contracte al club Blue Angel el 1950. Va debutar a Broadway un any més tard, com Sandy en el musical Flahooley. de curta durada de 1951. Va agafar un altre paper ràpidament, representant Ado Annie al revival del 1951 del City Center d'Oklahoma! de Rodgers and Hammerstein, i es va quedar amb la producció quan va fer la seva gira nacional l'any següent.
També el 1952, Cook va fer la seva primera aparició a la televisió a l'espectacle Armstrong Circle Theatre, que la va presentar en una obra original titulada Mr. Bemiss Takes a Trip. El 1954, Cook va aparèixer en l'efímera telenovel·la Golden Windows i va actuar com Jane Piper en una versió televisiva de l'opereta Babes in Toyland de Victor Herbert. Aquell estiu, va tornar al centre de la ciutat per interpretar Carrie Pipperidge en un revival de Carousel de Rodgers i Hammerstein, que Cook va descriure com "la primera vegada que els crítics em van prestar atenció. Era com si fos el nou jove. Va ser molt important per a mi ".
El 1955, va rebre grans elogis crítics per interpretar el paper secundari d'Hilda Miller a Plain and Fancy. Walter Kerr va escriure sobre la seva actuació: "Barbara Cook, al costat d'un plat holandès blau i blanc, és deliciosa tot el temps, però sobretot quan es posa sobre un bagul, assabora el seu primer petó que val la pena i es fon en la melodia de 'This Is All Very New to Me'." La reputació crítica i la gamma de soprano de coloratura de Cook li van proporcionar el paper de Cunegonde a l'opereta Candide de Leonard Bernstein del 1956, en la qual va estrenar l'ària còmica "Glitter and Be Gay", exigent vocalment.
Tot i que Candide no va ser un èxit comercial, la interpretació de Cunegonde de Cook la va establir com un de les ingènues importants de Broadway. El 1957 va aparèixer en un segon revival de Carousel al City Center, aquesta vegada en el paper de Julie Jordan, i va guanyar un premi Tony per la creació del paper de Marian, la bibliotecària a l' èxit de Meredith Willson de 1957,  The Music Man. Cook va continuar apareixent regularment a la televisió a finals de la dècada de 1950, protagonitzant una producció de Producers' Showcase de Bloomer Girl (1956), una emissió en directe de The Yeomen of the Guard,, i una adaptació musical de 1958 de Hansel and Gretel. També va fer aparicions a Alfred Hitchcock Presents, The Ed Sullivan Show, The Dinah Shore Chevy Show, i The Play of the Week.
Cook va protagonitzar un aclamat ressorgiment del City Center de 1960 de The King and I Rodgers i Hammerstein i en el musical The Gay Life, de curta durada. El 1963, va crear el paper d'Amalia Balash en el musical clàssic de Jerry Bock-Sheldon Harnick She Loves Me. La seva interpretació va provocar que Norman Nadel, de World-Telegram & Sun, escrivís: "La seva soprano clara no és només un dels millors instruments vocals del teatre musical contemporani, sinó que transmet tota la vitalitat, la brillantor i la força del seu femení. personalitat jove, que és abundant ". Una de les cançons de She Loves Me, "Vanilla Ice Cream", es va convertir en una de les cançons d'autor de Cook.
A mitjan anys seixanta, Cook va començar a treballar amb menys freqüència. Va aparèixer al flop de 1964 Something More!, que va durar només 15 actuacions a Broadway, i va tractar de la seva mà en papers no musicals, en substitució de Sandy Dennis a l'obra Any Wednesday el 1965 i creà el paper de Patsy Newquist en l'obra de Jules Feiffer Little Murders (1967). Va protagonitzar gires nacionals de The Unsinkable Molly Brown el 1964 i Funny Girl el 1967. El seu darrer paper musical original de "llibret" a Broadway va arribar el 1971 quan va interpretar a Dolly Talbo a The Grass Harp. El 1972, Cook va tornar a l'escenari dramàtic de la producció del Repertory Theatre del Lincoln Center d'Enemics, de Maxim Gorky.

### 1970s a 2004
Quan va començar a lluitar amb la depressió, l'obesitat i l'alcoholisme als anys setanta (finalment va deixar de beure el 1977), Cook va tenir problemes per aconseguir treballs escènics. A mitjans de la dècada del 1970, la fortuna de Cook va canviar a millor quan es va conèixer i es va fer amiga del compositor i pianista Wally Harper. Harper la va convèncer per muntar un concert i el 26 de gener de 1975, acompanyada per Harper, va debutar en un mític concert en solitari al Carnegie Hall que va donar com a resultat un àlbum en viu d'èxit. Continuant una col·laboració amb Harper que va durar fins a la seva mort el 2004, Cook es va convertir en una concertista d'èxit. Durant les pròximes tres dècades, els dos van actuar junts no només en molts dels millors espais de cabaret i sales de música com el Michael's Pub i el St. Regis Hotel de Nova York, sinó a nivell nacional i internacional. Cook i Harper van tornar al Carnegie Hall el setembre de 1980 per interpretar una sèrie de cançons arranjades per Harper. El crític del . The New York Times, John S. Wilson, va escriure:' Des de la seva primera aparició al Carnegie Hall, que ha passat de ser una cantant meravellosa per esdevenir un artista encantador que també passa a ser un cantant notable. L'actuació va ser capturada al CD It's Better With a Band.
El 1998, Cook va ser nominada al premi Olivier per "The Observer Award for Outstanding Achievement" pel seu espectacle d'una sola dona, acompanyat per Harper, al Donmar Warehouse de Londres i a l'Albery Theatre. Va guanyar el premi Drama Desk el 1987 pel seu espectacle de Broadway A Concert for the Theatre, de nou amb Harper Harper. L'octubre de 1991, van aparèixer com a artistes destacats a la gala al Carnegie Hall Music and Remembrance: A Celebration of Great Musical Partnerships que va recaptar diners per a l'avanç de les arts escèniques i per a la investigació de la SIDA. El 1994 van realitzar una aclamada sèrie de concerts al Sadler's Wells Theatre de Londres, que va ser enregistrada per DRG com a Live From London. "Cook encara té un gust consumat i amb una veu que mostra pocs signes de desgast després de 40 anys". Alistair Macauley va escriure al Financial Times sobre el concert: "Barbara Cook és la cantant més gran del món ... La senyora Cook és l'única cantant popular activa que s'hauria de prendre seriosament pels amants de la música clàssica. Té alguna cantant des de Callas coincidia amb el sentit de l'arquitectura musical de Cook? Ho dubto. "El duo d'actuacions va viatjar per tot el món donant concerts junts, incloent diverses vegades a la Casa Blanca, per als presidents Carter, Reagan, Bush i Clinton.
A partir de mitjans de la dècada de 1970, Cook només va tornar esporàdicament a la interpretació, principalment en versions ocasionals de repartiment d'estudi i versions en directe de musicals escènics. El setembre del 1985 es va presentar amb la Filharmònica de Nova York com Sally a la famosa versió de concert de Follies de Stephen Sondheim. El 1986, va gravar el paper de Martha a la versió musical de Sharon Burgett de The Secret Garden juntament amb John Cullum, Judy Kaye i George Rose. El 1987 va interpretar el paper de Julie Jordan en una versió concert de Carousel de Rodgers and Hammerstein amb Samuel Ramey com a Billy, Sarah Brightman com a Carrie i la Royal Philharmonic Orchestra, i va guanyar el premi Drama Desk per a l'espectacle excepcional per a una persona per un concert per al teatre. El 1988, va originar el paper de Margaret White en la desafortunada versió musical de la novel·la Carrie de Stephen King, que es va estrenar a Anglaterra i va ser presentada per la Royal Shakespeare Company. El 1994, va proporcionar les seves habilitats d'actuació i cant a la versió cinematogràfica d'animació de Thumbelina, as com a mare de Thumbelina, que comptava amb música de Barry Manilow.Aquell mateix any va ingressar a l'American Theatre Hall of Fame.
El 2000 va ser una de les úniques intèrprets nord-americanes escollides per actuar al Sydney 2000 Olympic Arts Festival al Sydney Opera House. També en 2000, se li va unir Lillias White, Malcolm Gets i Debbie Gravitte en l'estudi de gravació elenc de Jimmy McHugh 's Lucky in the Rain.
El febrer de 2001, Cook va tornar al Carnegie Hall per interpretar Barbara Cook Sings Mostly Sondheim, que va ser gravat en directe i publicat en CD. Aclamada per la crítica des del principi, Cook va portar el concert al West End Lyric Theatre el 2001. Va obtenir dues nominacions al premi Olivier a la millor interpretació i millor actriu en un musical per al concert. Va interpretar Sings Mostly Sondheim al Lincoln Center per un període de catorze setmanes on exhaurí entrades de desembre de 2001 a gener de 2002, i de nou el juny de 2002 a l'agost de 2002. Va ser nominada al premi Tony al millor esdeveniment teatral. Va fer l'espectacle en una gira nacional per les principals ciutats dels Estats Units. DRG va filmar la producció escènica durant una actuació al Pepsico Theatre, SUNY Purchase, Nova York, l'11 d'octubre de 2002. i es va llançar en DVD al segell DRG / Koch Entertainment. Al juny i agost de 2002, Cook va representar Sings Mostly Sondheim al Terrace Theater, Kennedy Center, en el marc de la celebració de Sondheim.
El 2004 va representar dues sèries de concerts de compromís limitat als teatres Vivian Beaumont i Mitzi Newhouse del Lincoln Center, "Barbara Cook's Broadway!", Amb Harper com a director / arranjador musical. Va rebre el premi New York Drama Critics Circle ("per la seva contribució al teatre musical") i una nominació al Premi Drama Desk Award per l'actuació en solitari més destacada. Es va fer una gravació del concert.

### Darrers anys
Després de la mort de Harper a l'octubre del 2004, Cook va fer el dolorós ajustament a nous acompanyants en espectacles en solitari com Tribute (una referència a Harper) i No One Is Alone que van continuar rebent aclamacions; The New York Times va escriure el 2005 que estava "al capdavant del seu joc ... La veu de Cook no ha canviat notablement des del 1958, quan va guanyar el premi Tony per interpretar a Marian el bibliotecari a The Music Man. Algunes notes altes a banda, és estranyament tan ric i clar com sempre". El gener del 2006, Cook es va convertir en la primera dona cantant de pop a ser presentada per la Metropolitan Opera en la història de més de cent anys de la companyia. Va presentar un concert en solitari de cançons d'espectacles de Broadway i estàndards de jazz clàssics, i va comptar amb el suport de diversos cantants convidats Audra McDonald i Josh Groban i Elaine Stritch (tot i que Miss Stritch no apareixia al CD del concert). El concert es va gravar i posteriorment es va publicar en CD. On El 25 de juny del 2006, Cook va ser l'estrella convidada especial del guanyador del premi Gay Men's Chorus of Washington, D.C., celebrant el Silver Anniversary de GMCW en una actuació al Kennedy Center de Washington DC.
Cook va ser l'artista destacada de la gala Arts! by George el 29 de setembre de 2007 al campus Fairfax de la Universitat George Mason. El 22 d'octubre de 2007, Cook va cantar al Broward Center for the Performing Arts amb el Fort Lauderdale Gay Men's Chorus al concert del cor titulat "An Evening With Barbara Cook". En acabar el concert, un casal gairebé ple la va rebre amb una ronda de "Happy Birthday" en honor del seu imminent 80è aniversari, que el 2 de desembre de 2007 va celebrar tard al Regne Unit amb un concert al Coliseum Theatre al West End de Londres.
Quan va entrar a la seva novena dècada, Cook va actuar en dos concerts amb les exntrades exhaurides amb la New York Philharmonic al Lincoln Center el 2007. Stephen Holden va escriure al New York Times que Cook és "una intèrpret que difon l'evangeli de la simplicitat, l'autosuficiència i la veritat "qui" mai no fa gala "i convoca adjectius com" sorprenent "i" transcendent ", concloent que canta amb" una tendresa i honestedat que us poden trencar el cor i solucionar-ho alhora ".
El juny de 2008, Cook va aparèixer a Strictly Gershwin al Royal Albert Hall de Londres, Anglaterra, amb la companyia completa de l'English National Ballet. Una aparició anunciada amb l'Ulster Orchestra com a Concert de clausura del Festival d'Ulster Bank Belfast al Queen's al Waterfront Hall de Belfast el 31 d'octubre de 2008 va ser cancel·lada a causa de dificultats de programació. Les seves altres aparicions el 2008 van incloure concerts a Chicago i San Francisco.
El 2009 va actuar amb la Princeton Symphony, Detroit Symphony i va donar concerts a Boca Raton, Florida i al teatre McCarter de Princeton. Va actuar en un espectacle de cabaret a Feinsteins al Regency (ciutat de Nova York) que es va estrenar l'abril del 2009.
Cook va tornar a Broadway el 2010 amb la revista sobre Stephen Sondheim del Roundabout Theatre, Sondheim on Sondheim, creada i dirigida per James Lapine, col·laborador de Sondheim durant molt temps, a Studio 54. Va actuar al costat de Vanessa L. Williams, Norm Lewis i Tom Wopat. Cook va ser nominada al premi Tony per la seva interpretació en la categoria de millor interpretació per una actriu destacada en un musical. El 12 d'abril de 2011, Cook va aparèixer amb with James Taylor, Bette Midler i Sting al Carnegie Hall per a una gala anomenada "Celebrating 120 Years of Carnegie Hall".
Cook va ser homenatjada al Kennedy Center Honors del 2011, celebrat el 4 de desembre de 2011 (la cerimònia es va emetre a CBS el 27 de desembre de 2011). En aquella ocasió, els artistes que van rendir homenatge a Cook van incloure included Matthew Broderick, Sarah Jessica Parker, Patti LuPone, Glenn Close, Kelli O'Hara, Rebecca Luker, Sutton Foster, Laura Osnes, Anna Christy i Audra McDonald.
El 2016, Cook va publicar la seva autobiografia Then & Now: A Memoir amb el col·laborador Tom Santopietro. Va anunciar la seva retirada el 2017.

## Vida personal
Cook es va casar amb el professor d'interpretació David LeGrant (8 de desembre de 1923 - 28 de juliol de 2011) el 9 de març de 1952, després de trobar-se en un resort del cinturó de Borscht. Van actuar junts en una gira nacional d'Oklahoma el 1953. La parella es va divorciar el 1965. Van tenir un fill, Adam (nascut el 1959).

## Mort
Cook va morir, a l'edat de 89 anys, per insuficiència respiratòria el 8 d'agost de 2017 a la seva casa de Manhattan.
Els llums de les marquesines dels teatres de Broadway es van apagar durant un minut en homenatge a Cook, el 9 d'agost. L'amiga de Cook i companya de l'actriu de teatre musical, Elaine Paige va retre homenatge a cuinar durant el seu programa a la BBC Radio 2 Elaine Paige on Sunday el 13 d'agost.
El 25 de juny de 2019, The New York Times Magazine va incloure a Barbara Cook entre centenars d'artistes el material dels quals es va destruir a l'incendi de la Universal de 2008.

## Discografia
Solo

- Songs of Perfect Propriety (1958)
- Barbara Cook Sings "From the Heart" – [The Best of Rodgers & Hart] (1959)
- At Carnegie Hall (1975)
- As Of Today (1977)
- It's Better With a Band (1981)
- The Disney Album (1988)
- Dorothy Fields: Close as Pages in a Book (1993)
- Live from London (1994)
- Oscar Winners: The Lyrics of Oscar Hammerstein II (1997)
- All I Ask of You (1999)
- The Champion Season: A Salute to Gower Champion (1999)
- Have Yourself a Merry Little Christmas (2000)
- Sings Mostly Sondheim: Live at Carnegie Hall (2001)
- Count Your Blessings (2003)—Grammy Award nominee (Best Traditional Pop Vocal Album)[72]
- Barbara Cook's Broadway! (2004)
- Tribute (2005)
- Barbara Cook at The Met (2006)
- No One Is Alone (2007)
- Rainbow Round My Shoulder (2008)
- Cheek to Cheek: Live from Feinstein's at Loews Regency (Barbara Cook & Michael Feinstein) (2011)
- You Make Me Feel So Young: Live at Feinstein's at the Loews Regency (2011)
- Loverman (2012)

Enregistraments de repartiment 
- Flahooley (1951)
- Plain and Fancy (1955)
- Candide (1956)
- The Music Man (1957)—Grammy Award winner (Best Original Cast Album)[73]
- Hansel and Gretel (Television Soundtrack, 1958)
- The Gay Life (1961)
- Show Boat (Studio Cast, 1962)
- She Loves Me (1963)—Grammy Award winner (Best Score From An Original Cast Show Album)[74]
- The King and I (Studio Cast, 1964) with Theodore Bikel, in new orchestrations by Philip Lang 1964
- Show Boat (Lincoln Center Cast, 1966)
- The Grass Harp (1971)
- Follies in Concert (1985)
- The Secret Garden (World Premiere Recording, 1986)
- Carousel (Studio Cast, 1987)
- Thumbelina  (Motion Picture Soundtrack, 1994)
- Lucky in the Rain (2000)
- Sondheim on Sondheim (2010)

Compilacions
- The Broadway Years: Till There Was You (1995)
- Legends of Broadway—Barbara Cook (2006)
- The Essential Barbara Cook Collection (2009)

## Carrera teatral
Font:
- Flahooley (1951)
- Oklahoma! (1953)
- Carousel (1954)
- Plain and Fancy (1955)
- Candide (1956)
- Carousel (1957)
- The Music Man (1957)
- The King and I (1960)
- The Gay Life (1961)
- Fanny (1962)
- She Loves Me (1963)
- Something More! (1964)
- The Unsinkable Molly Brown (1964)
- Any Wednesday (1965) (substituint Sandy Dennis)
- Show Boat (1966)
- Little Murders (1967)
- Funny Girl (1967)
- The Grass Harp (1971)
- Halloween (1972)
- Enemies (1972)
- Follies (1985) (Lincoln Center)
- Barbara Cook: Wait Till You See Her (1986)
- Barbara Cook: A Concert for the Theater (1987)
- Carrie (1988)[76]
- The King and I (1996)
- Mostly Sondheim (2002)
- Something Good: A Broadway Salute to Richard Rodgers on His 100th Birthday (2002)
- Barbara Cook's Broadway (2004)
- Sondheim on Sondheim (2010)